# Angelo Thomas Acerra
Angelo Thomas Acerra OSB (* 7. November 1925 in Memphis, Tennessee; † 26. Juli 1990) war ein US-amerikanischer römisch-katholischer Ordensgeistlicher und Weihbischof im US-amerikanischen Militärordinariat.

## Leben
Angelo Thomas Acerra trat der Ordensgemeinschaft der Benediktiner bei und empfing am 20. Mai 1950 das Sakrament der Priesterweihe.
Am 29. September 1983 ernannte ihn Papst Johannes Paul II. zum Titularbischof von Lete und bestellte ihn zum Weihbischof im US-amerikanischen Militärordinariat. Der Koadjutor-Militärerzbischof der Vereinigten Staaten, John Joseph Thomas Ryan, spendete ihm am 29. November desselben Jahres die Bischofsweihe; Mitkonsekratoren waren die Weihbischöfe im US-amerikanischen Militärordinariat, Joseph Thomas Dimino, und Francis Xavier Roque.